# ماثيو ببكر
ماثيو ببكر (بالإنجليزية: Matthew Baker)‏ (25 فبراير 1988 ببيت لحم في الولايات المتحدة - ) هو لاعب كرة قدم أمريكي في مركز الوسط. لعب مع بيتسبورغ ريفرهوندز وPennsylvania Stoners ‏ وPocono Snow ‏ وريدينغ يونايتد إيسي.

## وصلات خارجية
- ماثيو ببكر على موقع قاعدة بيانات كرة القدم.إي يو (الإنجليزية)